# Al Amal Atbara
Maillots
Actualités
Le Al Amal Sports Club Atbara (en arabe : نادي الأمل الرياضي عطبره), plus couramment abrégé en Al Amal, est un club soudanais de football fondé en 1946 et basé dans la ville d'Atbara.

## Histoire
Le club participe au championnat de première division lors de la saison 2003.
Il s'y maintient, sans réussir à atteindre les places d'honneur, jusqu'en 2009, où, avec une quatrième place au classement final, Amal Atbara décroche son billet pour une compétition continentale : la Coupe de la confédération, où il est éliminé en huitièmes de finale par les Algériens du CR Belouizdad. 
Lors de la saison 2011, le club réussit sa meilleure performance en terminant sur le podium; cette 3e place lui permet de participer à nouveau à la Coupe de la confédération.

## Personnalités du club

### Présidents du clubs
- Jamal Hassan Saeed

### Entraîneurs du club
- Ahmed Sair
- Kifah Salih